# Stew
Mark Stewart (Los Ángeles, 16 de agosto de 1961), más conocido como Stew, es un cantante, productor discográfico, compositor y dramaturgo estadounidense.

## Carrera
A comienzos de la década de 1990, Stew formó la banda The Negro Problem, con la que ha publicado cerca de diez trabajos discográficos a la fecha. En el año 2000 publicó su primer álbum en calidad de solista, titulado Guest Host y seguido por Sweetboot de 2001, The Naked Dutch Painter and Other Songs de 2002, Something Deeper Than These Changes de 2003 y Gary's Song de 2005. En 2006 compuso junto con Heidi Rodewald la música de Passing Strange, un exitoso musical autobiográfico llevado a la gran pantalla por el cineasta Spike Lee en 2009.

## Discografía

### Con The Negro Problem
- Post Minstrel Syndrome (1997)
- Joys & Concerns (1999)
- Welcome Black (2002)
- Blackboot (2003)
- Making It (2012)
- Total Bent (2018)
- Notes of a Native Song (2018)

### Como Stew
- Guest Host (2000)
- Sweetboot (2001)
- The Naked Dutch Painter and Other Songs (2002)
- Something Deeper Than These Changes (2003)
- Gary's Song (Gary come home) (2005)

### Con The Lullabies
- Lullabies' Lullaby (2003)

### Como productor
- At Apogee (2004) de Mr. Smolin
- Poison of the Sea (2005) de Patria Jacobs
- The Crumbling Empire of White People (2007) de Mr. Smolin